# 名古屋駅バスターミナル

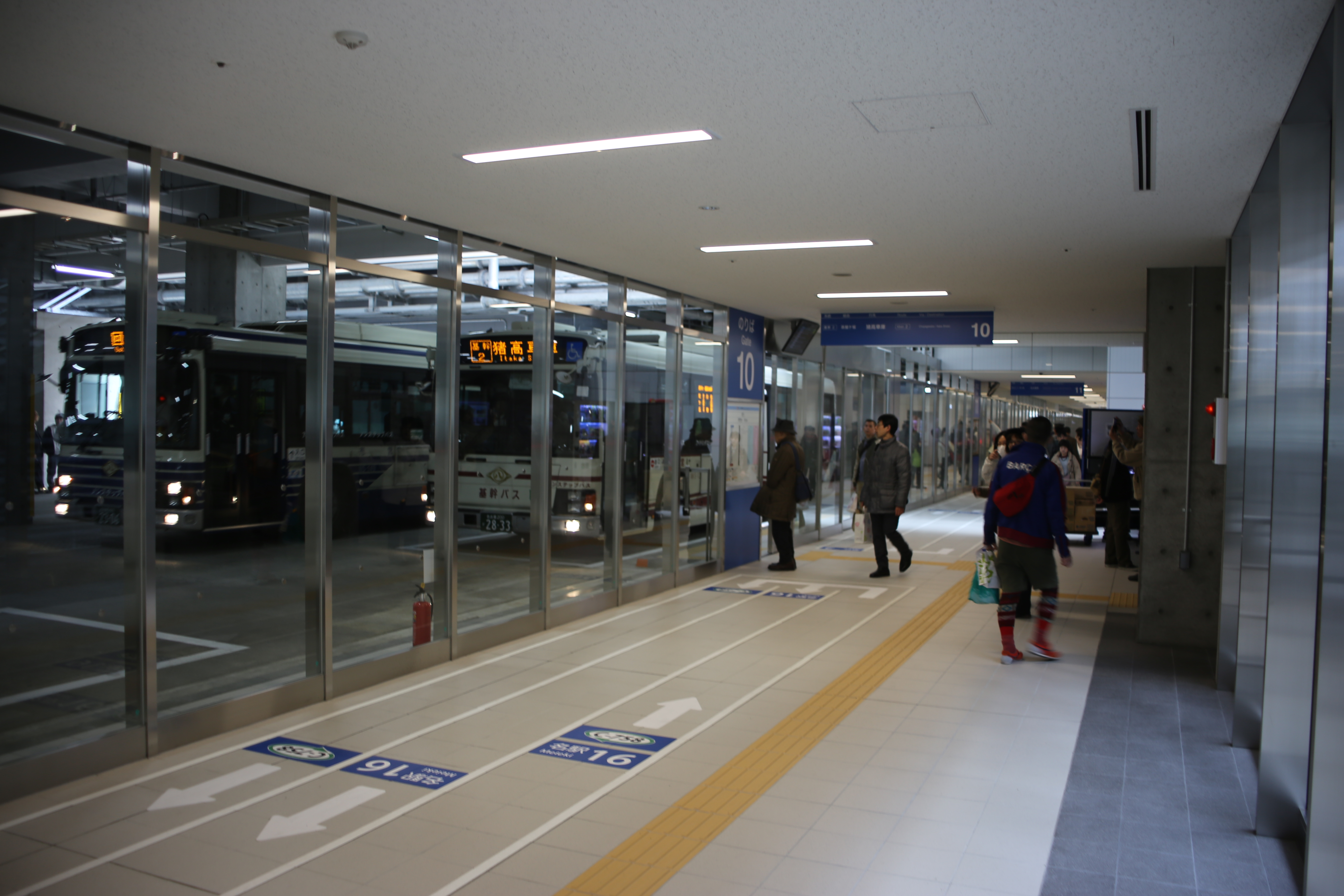
のりばの様子（2017年4月）

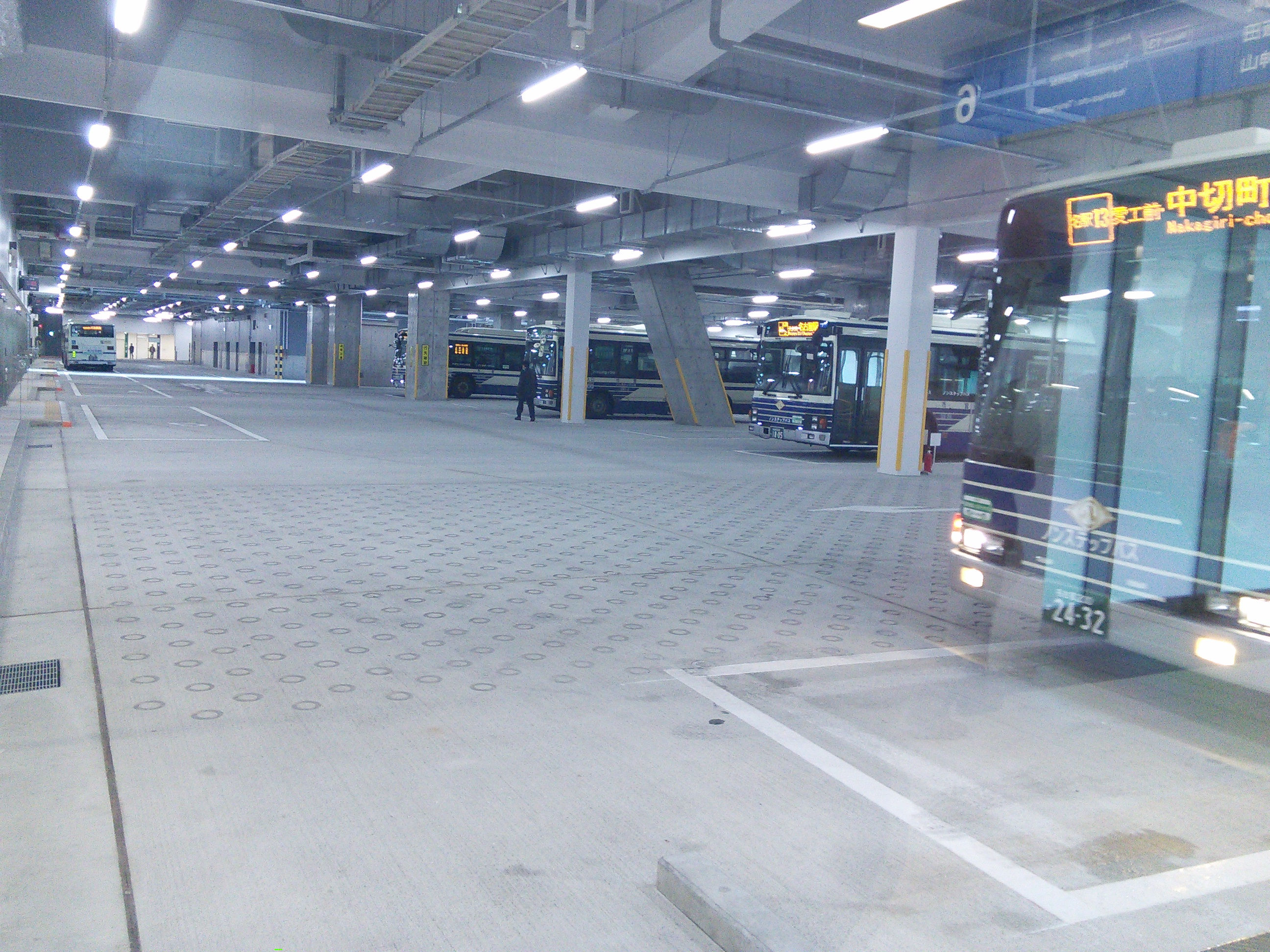
6番のりばから撮影したバスターミナル内部

名古屋駅バスターミナルとは、愛知県名古屋市中村区名駅一丁目にある、名古屋市交通局（名古屋市営バス）のバスターミナルである。

## 概要
名古屋駅のJRゲートタワーとJPタワー名古屋の1階にある。

### 建設の経緯
名古屋駅には、かつて名古屋ターミナルビルにバスターミナルがあったが、2010年（平成22年）12月に建て替えのため閉鎖された。
その後、名古屋市交通局（名古屋市営バス）のバス停は名古屋駅周辺の路上に分散され、ジェイアール東海バスは太閤通口に新たにバスターミナルを建設した。
そして名古屋ターミナルビルは解体され、跡地にはJRゲートタワーとJPタワー名古屋が建てられ、バスターミナルも新しく建設された。
また、ジェイアール東海バスは新バスターミナル開業後も太閤通口のバスターミナルを使用しているため、ほぼ名古屋駅バスターミナルは名古屋市営バス専用になっているが、現在でも発着する権利は有しておりJR東海バスのバスツアーの集合場所として使用している。

### 年表
- 1975年（昭和50年）02月 - 国鉄バス（当時）および名古屋市営バスを収容するバスターミナルとして建設される[2]。このターミナル建設は都市計画によるもので、名古屋駅前の交通円滑化を図った[2]。敷地面積は約0.91ヘクタール、地上2層で、27バースが準備された[2]。私営バスの集約については、既に1967年（昭和42年）12月に笹島バスターミナルが名駅南一丁目に整備されている[2]。
- 2010年（平成22年）12月23日 - 旧バスターミナル閉鎖。
- 2017年（平成29年）04月01日 - 開業。

## 構造

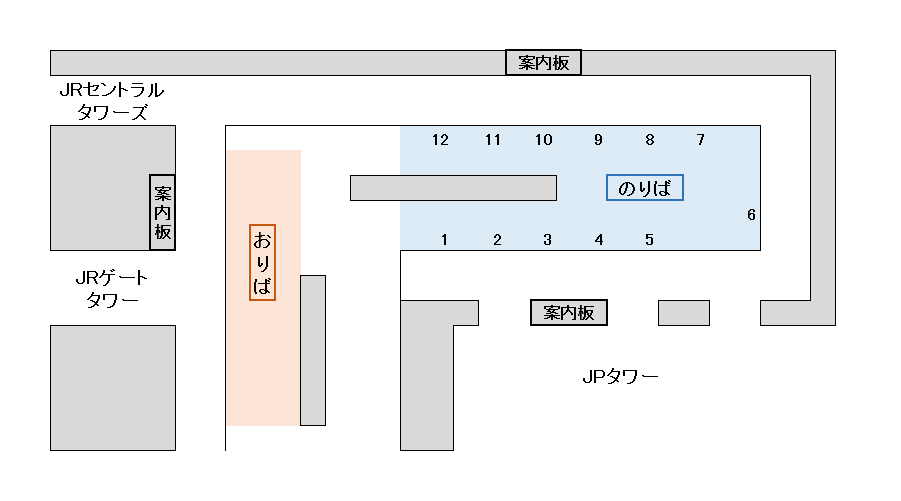
名古屋駅バスターミナルの構内図

JRゲートタワーとJPタワー名古屋の1階にあり、それぞれのビルに直結している。北を上にしたとき、左に90度回転させたＰ字型をしており、おりばは南側に8つ、のりばは東側の南から順に1～5、北側に6、西側の北から順に7～12とある。
内部の歩道とバスレーンはガラスで区切られており、各のりばには自動ドアとそののりばから発車するバスの路線図、時刻表、LCD式発車標が設置されている。のりばの床には、系統別で区切られたレーンが設けられており、乗客が系統別に並んで待つようになっている（12番のりばには何も設置されていないが、つばめツアーの集合場所となっている）。バスが到着すると、運転士の操作により、自動ドアの解錠と、日本語と英語による自動放送が行われる。おりばには自動ドアなどはなく、通り抜けできるようになっている。3番のりば、10番のりば、おりばの中央の向かい側の壁には総合案内板が設置されており、10番のりばの案内板のみタッチパネル式である。
各のりばに設置されているLCD式発車標は5段式で、日本語のほかに英語、中国語、朝鮮語で表示される。
1〜5のりばの地下付近には名鉄名古屋本線の新名古屋地下トンネルがあり、3番のりばの辺りで電車の通過音が聞こえることがある。

## 各のりばから発車するバス

### 1番のりば
- 名駅25系統：名古屋駅行（豊公橋経由）[1]
- 名駅29系統：名古屋駅行（新富町経由）[1]

### 2番のりば
- 名駅21系統：稲西車庫行（牧野町経由） [1]
- 名駅22系統：横井町行（本陣・近鉄烏森経由）[1]
- 名駅23系統：横井町・岩塚本通四丁目行[1]
- 名駅24系統：大治西条行（中村公園経由）[1]

### 3番のりば
- 名駅17系統：名古屋大学行（地下鉄吹上経由）[1]
- 名駅18系統：名鉄神宮前行（鶴舞公園経由）[1]
- 名駅19系統：港区役所行（荒江町経由）[1]

### 4番のりば
- 幹名駅2系統：東海橋・野跡駅行[1]
- 名駅20系統：中川車庫前・権野行[1]

### 5番のりば
- 名駅11系統：名古屋駅行（名西橋経由左回り）[1]
- 名駅26系統：平田住宅行（上小田井駅経由）[1]

### 6番のりば
- 名駅13系統：上飯田・中切町行[1]

### 7番のりば
- 名駅12系統：如意車庫前行（西区役所経由）[1]
- 名駅15系統：浄心町・黒川・茶屋ヶ坂・西部医療センター行[1]

### 8番のりば
- 幹名駅1系統：上飯田・大曽根行[1]
- 名駅14系統：大曽根・市役所行[1]

### 9番のりば
- 名駅16系統：広小路本町・名古屋駅行[1]
- C-758系統：名古屋駅行（大須本町通経由）[1]

### 10番のりば
- 基幹2系統：猪高車庫行（茶屋ヶ坂経由）[1]

### 11番のりば
- メーグル：名古屋駅行（名古屋城経由）[1]

### 12番のりば
- つばめツアー集合場所：JR東海バス